# Jan Hensema
Jan Hensema (Dordrecht, 30 juni 1944) is een Nederlandse tekenaar. Als kind had hij al veel belangstelling voor tekenen. Hij deed een L.O.-opleiding voor tekenaar, maar werd vervolgens glazenier. Daar tekenen hem beter af ging volgde hij in zijn vrije tijd een opleiding aan de Rotterdamse Akademie voor Beeldende Kunst, onder andere bij de in 1984 overleden stadsgenoot Otto Dicke.
Jan Hensema ging zich na het beëindigen van zijn glazeniersloopbaan helemaal toeleggen op het vak van illustrator. Sinds 1971 werkt hij als freelance tekenaar voor Dagblad De Dordtenaar en de Haagsche Courant. Tevens maakt hij regelmatig rechtbanktekeningen voor het ANP en verschillende kranten.
In januari 2009 opende de president van de rechtbank in Dordrecht, mr. R.J. Verschoof, officieel een expositie van de rechtbanktekenaar Jan Hensema. De expositie bevat onder meer rechtbanktekeningen van geruchtmakende strafzaken. 